# Nunggubuyu
Le nunggubuyu ou wubuy est une langue aborigène d'Australie, qui est parlée dans l'est de la Terre d'Arnhem, en Australie septentrionale. Cette langue est classée comme « très en danger » par l'UNESCO.
Elle compte environ 280 locuteurs natifs, et 400 locuteurs en tant que seconde langue (chiffres de 2016). Beaucoup d'enfants comprennent encore cette langue mais sont souvent incapables de la parler correctement. 
Depuis le début des années 1990, un programme de revitalisation de la langue a été mis en place, les plus anciens transmettant leur savoir aux plus jeunes lors de sessions prévues dans les écoles locales.
En 2016, 278 personnes déclarent parler le nunggubuyu à la maison.